# تطوع

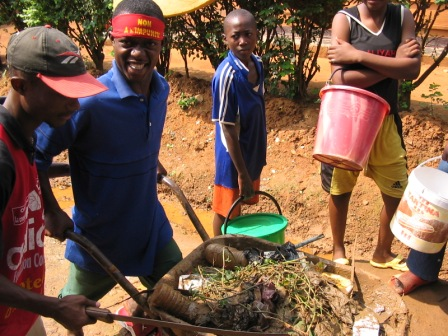

يعرف التطوع بأنه «الجهد الذي يبذله أي إنسانٍ بمقابل أو بدون مقابل لمجتمعه، بدافعٍ منه للإسهام في تحمل مسؤولية المؤسسة التي تعمل على تقديم الرعاية الاجتماعية» (اللحياني، 1984: 29)، كما يعرفه العلي (1416هـ: 760): بأنه «بذل مالي أو عيني أو بدني أو فكري يقدمه المسلم عن رضا وقناعة، بدافع من دينه، بقصد الإسهام في مصالح معتبرة شرعاً، يحتاج إليها قطاع من المسلمين».
وهو كذلك خدمةٌ إنسانيةٌ وطنيةٌ تهدف إلى حماية الوطن وأهله من أي خطرٍ. وفي بعض الدول كسويسرا مثلاً يعتبر التطوع إلزامياً للذين لا تنطبق عليهم شروط الخدمة العسكرية ممن هم في سن 20-60 سنة.
والمتطوع هو الشخص الذي يسخّر نفسه طواعيةً ودون إكراهٍ أو ضغوطٍ خارجيةٍ لمساعدة ومؤازرة الآخرين، بقصد القيام بعملٍ يتطلب الجهد وتعدد القِوى في اتجاهٍ واحدٍ، ويسعى العمل التطوعي لخلق روحٍ إنسانيةٍ تعاونيةٍ بين أفراد المجتمع الواحد والمجتمعات المختلفة.

## التاريخ والتسمية
تم تسجيل الفعل تطوع لأول مرةٍ في عام 1755 من اسم الشخص M.Fr.Voluntaire والذي يعني «تطوع» عام 1600، «وهو شخصٌ يقدم خدماتٍ عسكريةً». تم تسجيل الكلمة لأول مرةٍ في المجال غير العسكري في الثلاثينيات من القرن السادس عشر. وأصبح لكلمة التطوع (volunteering) مؤخرًا استخدامًا جديدًا وهو مطابقٌ لكلمة «خدمة المجتمع» ولكن لا يزال الاستخدام الغالب عسكرياً.[1] والجيش المتطوع في السياق العسكري هو جيشٌ يختار جنوده أداء الخدمة بعكس الذين تم تجنيدهم، ولا يعمل هؤلاء المتطوعون «بلا مقابلٍ» بل يأخذون راتبًا منتظمًا.
يشارك الطالب في عملٍ تطوعيٍ في السنة مابعد المرحلة الثانوية وقبل الجامعة، أو أثناء المرحلة الجامعية. ويعتبر فسحة العمل التطوعي (كرير بريك) أحد أشكال التطوع وحتى المشاركة في عملٍ تطوعيٍ.

## القرن التاسع عشر
قامت الولايات المتحدة في القرن التاسع عشر بتجربة (Great Awakening)، حيث أصبح الأشخاص أكثر إدراكاً للسلبيات وأصبحوا يتفهمون أسباب الحركة ضد العبودية. وبدأ الشباب في البداية بمساعدة المحتاجين في مجتمعاتهم. وفي عام 1851، تأسست أول جمعية الشبان المسيحيين YMCA في الولايات المتحدة الأمريكية، تبعتها بعد سبع سنواتٍ أول مؤسسة YWCA. أثناء الحرب الأهلية الأمريكية، تطوعت النساء بوقتهن لخياطة جروح الجنود، وأيضاً كلارا بارتون Clara Barton «ملاك ساحة المعركة» وفريق من المتطوعين قاموا بتزويد الجنود بالمعونة. قامت كلارا بارتون بتأسيس جمعية الصليب الأحمر الأمريكي عام 1881، وبدأت بعمليات الإغاثة، تشمل إغاثة ضحايا فيضان جونستاون (Johnstown Flood) عام 1889.

## القرن العشرون والواحد والعشرون
مؤسسة «جيش الخلاص» Salvation Army هي أحد أقدم المنظمات وأكبرها التي تقوم بمساعدة الأشخاص المحتاجين. وعلى الرغم من أنها منظمة خيرية إلا أنها نظمت عددًا من البرامج التطوعية خلال ابتداء هذه المنظمة. وقبل القرن التاسع عشر، وُجدت بعض من المنظمات الخيرية لمساعدة الأشخاص المحتاجين.
تأسست العديد من المنظمات التطوعية في العقود الأولى من القرن العشرين ومنها منظمة الروتاري الدولي Rotary International، ومنظمة كيوانس العالمية Kiwanis International، وجمعية صغار بطولات الدوري العالمية Association of Junior Leagues International، ومنظمة نوادي ليونز الدولية Lions Clubs International.
في أزمة الكساد الكبير (The Great Depression) كانت إحدى الجهود الواسعة النطاق هي تنسيق العمل التطوعي لحاجاتٍ محددةٍ على مستوى الأمة. أثناء الحرب العالمية الثانية قامت الآلاف من المكاتب المتطوعة بالإشراف على المتطوعين الذين قاموا بالمساعدة بالاحتياجات العسكرية والجبهة الداخلية، تضمن ذلك جمع الإمدادات والترفيه للجنود والاهتمام بالجرحى.[3]
بعد الحرب العالمية الثانية، حوّل الأشخاص التركيز على مشاعر الإيثار إلى مجالاتٍ أخرى، بما في ذلك مساعدة الفقراء والعمل التطوعي في جميع الأرجاء. في عام 1960 كانت فرق السلام من أحد التطورات في الولايات المتحدة، عندما قام الرئيس ليندون جونسون بالتصريح عن حربٍ في عام 1964، فبدأت فرص التطوع بالتوسع واستمرت لعدد من العقود. أصبحت عملية إيجاد عملٍ تطوعيٍ أكثر جديةً بتواجد العديد من مراكز التطوع، فبدأت بتأسيس طرقٍ جديدةٍ لإيجاد فرص العمل التطوعي ظاهرةً على شبكة الإنترنت.[3]

## أنواع التطوع
التطوع المستند على المهارات:
التطوع المستند على المهارات هو تمكين المهارات الخاصة والمواهب للأفراد، وذلك لتقوية الأساس اللاربحي ومساعدتهم في بناء الحصيلة وتفعيلها، وذلك لتحقيق أهدافهم بنجاحٍ.[4] وبالمقارنة مع التطوع التقليدي، وهو التطوع الذي لا يتطلب تدريبًا مخصصًا، يكون متوسط معدل الساعة في التطوع التقليدي يتراوح مابين 18 $ و20 $ للساعة، بينما يتم تقييم التطوع من القطاع الخاص، وهو التطوع المستند على المهارات، بقيمةٍ تبلغ من 40$ وحتى 500$ للساعة الواحدة، وذلك يعتمد على القيمة المتعارف عليها في السوق في ذلك الوقت.
التطوع في الدول النامية:
أحد أشكال التطوع الأكثر شعبيةً بين الشباب، وخاصةً بعد إنهاء المرحلة الثانوية وقبل بداية المرحلة الجامعية، هي السفر إلى الدول النامية بهدف العمل على مشاريع للمجتمع، تشمل هذه المشاريع تعليم اللغة، والعمل في دار الأيتام، وغيرها من المشاريع الخدمية.
التطوع الافتراضي:
التطوع الافتراضي، ويسمى أيضاً بالتطوع الإلكتروني أو على شبكة الإنترنت، هو مصطلحٌ يصف عمل المتطوع حيث ينهي مهامه جميعها أو جزء منها بعيداً عن المنظمة. ويستخدم المتطوعين شبكة الإنترنت في المنزل، أو المدرسة، أو مركز المعالجة عن بعد، أو في العمل، أو من أي جهازٍ يتصل بشبكة الإنترنت، مثل المساعد الرقمي الشخصي أو الأجهزة الذكية. وأيضاً يعرف التطوع الافتراضي بتقديم خدمةٍ على شبكة الإنترنت، والإشراف والتعليم عن بُعد، إضافةً إلى أسماءٍ أخرى. التطوع الافتراضي شبيهٌ بالعمل عن بعد، وبينما يأخذ الموظفون أجرًا ماليًا على عملهم على شبكة الإنترنت، لا يأخذ المتطوعون مالًا مقابل ذلك.[8][9]
التطوع البسيط:
التطوع الصغير هو عبارة عن مهامٍ غير مدفوعةٍ، والتي يمكن العمل بها عبر جهاز متصل بشبكة الإنترنت، ويمكن إكمالها خلال مدةٍ قصيرةٍ من الزمن. من مميزات التطوع الافتراضي أنه لا يحتاج لعملية تطبيق ولا لفترة تدريبٍ.[10][11]
التطوع البيئي:
التطوع البيئي يشير إلى المتطوعين الذين يساهمون في إدارة الشؤون البيئية والحفاظ عليها.
التطوع في حالات الطوارئ:
يلعب التطوع دورًا أساسيًا في جهود الإنعاش عقب الكوارث الطبيعية مثل التسونامي والفيضانات والجفاف والأعاصير والزلازل. على سبيل المثال، في عام 2004، جذب زلزال وتسونامي المحيط الهندي عددًا كبيرًا من المتطوعين من حول العالم، والتي دارت من قبل منظماتٍ غير حكوميةٍ وكذلك الأمم المتحدة.[13][14]
التطوع في المدار، ستعتمد مصادر المدارس الفقيرة حول العالم على دعم الحكومة أو اجتهادات المتطوعين أو التبرعات الخاصة وذلك لإدارة المدرسة بفعالية. عندما ينخفض الاقتصاد في بعض البلدان فإن الحاجة للمتطوعين والمصادر تزداد.[15] هناك العديد من الفرص المتاحة في نظام المدارس للمتطوعين. ولا يوجد العديد من المتطلبات بهدف التطوع في المدرسة، فأغلبية المدارس تتطلب فقط عملًا تطوعيًا واجتهاداتٍ .... في حال كان الشخص المتطوع معه تعليم عالي أو تيفل (TEFL) وهو تعليم اللغة الإنجليزية كلغةٍ أجنبيةٍ، أو طالبٍ متخرجٍ، أو طالبٍ جامعيٍ.[16]
تماماً كأي منفعةٍ لأي نوعٍ آخرٍ من التطوع، هناك العديد من المكافآت للمتطوعين والطلاب والمدارس. بالإضافة إلى المكافآت المادية، يمكن للمتطوع إضافة خبرته في العمل التطوعي إلى سيرته الذاتية. وقد يتعلم المتطوع الذي يسافر لتقديم المساعدة لغاتًا وثقافاتٍ أجنبيةً.
يمكن للتطوع في المدارس أن يكون إضافةً للإرشاد التعليمي/ الأكاديمي للطلاب، ويساعد على إيجاد بدائل للمعلمين المحليين. إن تبادل الثقافات واللغات أثناء التعليم وأيضاً أثناء الأنشطة المدرسية الأخرى يمكن أن تكون تجربة التعلم الأكثر أهميةً لكلٍ من الطلاب والمتطوعين.[16]
التطوع التعاوني:
الغالبية العظمى من شركات (فورشن 500) تسمح بموظفيها بالتطوع خلال ساعات العمل. يعتبر برنامج التطوع الرسمي للموظفين (EVPs) ويسمى أيضاً بداعم الموظفين للتطوع (ESV) جزءًا مهمًا من استقرار جهود الشركة ومسؤولياتها تجاه الأنشطة الاجتماعية. تقدم حوالي 40٪ من شركات فورتشن 500 التبرعات النقدية، المعروفة أيضًا باسم المنح التطوعية، إلى المنظمات غير الربحية، باعتبارها وسيلةً للتقدير للموظفين الذين يكرسون كمياتٍ كبيرةً من الوقت للعمل التطوعي في المجتمع.[18]
وفقاً لمعلومات من (تطوع ماتش)، وهي خدمةً توفر حلول بمتطوعين موظفين لبرنامج العمل التطوعي، والدوافع الرئيسية للشركات التي تنتج، وإدارة (EVPs)، وبناء الوعي بالعلامة التجارية والتقارب، وتعزيز الثقة والولاء لدى المستهلكين، وتعزيز صورة الشركة وسمعتها، وتحسين استبقاء الموظفين، وزيادة إنتاجية الموظفين والولاء، وتوفير وسيلةً فعالةً للوصول إلى الأهداف الاستراتيجية.[19]

## العمل التطوعي المجتمعي
يشير العمل التطوعي المجتمعي لجميع المتطوعين الذين يعملون لتحسين جهود المجتمع في المنطقة التي يعيشون فيها. يلعب الحي والكنيسة والمجموعات المجتمعية دوراً رئيسياً في بناء مدنٍ قويةٍ بفضل الأحياء، وتدعم هذه المجموعات التي ينقصها موظفين لتمكينهم للنجاح في مجالاتٍ مختلفةٍ تربط الحدود الاجتماعية والبيئية والاقتصادية معًا. يمكن للمتطوعين القيام بمجموعاتٍ كبيرةٍ من الأنشطة. توجد العديد من المنظمات المجتمعية لتسهيل العمل التطوعي وينتمي بعضها لمنظماتٍ أكاديميةٍ (خريجي جامعة هارفرد)، وبعضها من شركة (إنتل الموظفين)، وبعضها على أساسٍ دينيٍ (الميثودية)، في حين أن البعض الآخر اجتماعيٌ فقط (وان بريك).

## مخيمات العمل الدولية
مخيم العمل الدولي هو مشروعٌ تطوعيٌ دوليٌ فيه مشاركون من مختلف الدول، يقومون بالتعارف، والعمل، والتعلم، وتبادل المعلومات مع المحليين بشأن القضايا حول المحافظة على البيئة، والتراث الثقافي، والعدالة الاجتماعية، والتنمية البشرية، والريفية، وغيرها. وبما في ذلك مجموعات (CCIVS) و (NVDA) ومؤسسة العمل الجماعي، والخدمات المدنية الدولية (SCI)، وأيضاً عددٌ قليلٌ من مخيمات العمل التطوعي.
يمكن تقسيم مخيمات العمل التطوعية إلى مشاريع تطوعٍ قصيرة المدى، ومشاريع تطوعٍ متوسطةٍ أو طويلة المدى. مشاريع التطوع قصيرة المدى هي تلك المشاريع الدولية التي تكون مدتها أقل من شهرين، بينما المشاريع التطوعية متوسطة أو طويلة المدى تكون مدتها شهرين أو أكثر. ومن أكثر المخيمات التطوعية الدولية شيوعاً تلك التي تستمر لأسبوعين مع مجموعةٍ من 10 إلى 20 شخصٍ، وهذه المشاركات تحدث عالمياً ومحلياً.

## الرؤية السياسية
تشارك المجتمعات الحديثة بعض القيم كمساعدة الأشخاص لبعضهم البعض، وليس فقط في مساعدة الآخرين، ولكن أيضاً تعود بالنفع على الفرد والمستوى الشخصي.[20] على الرغم من وجود أهدافٍ مماثلةٍ، يمكن أن تنشأ التوتر بين المتطوعين والخدمات التي توفرها الدولة. وللحد من هذا التوتر، فإن معظم البلدان تضع سياساتٍ وتسن تشريعاتٍ لتوضيح الأدوار والعلاقات بين أصحاب المصلحة الحكومية ونظرائهم الطوعية؛ ويحدد هذا النظام ويخصص الدعم القانوني والاجتماعي والإداري والمالي اللازم من كل طرفٍ. هذا ضروريٌ بشكلٍ خاصٍ عندما ينظر بعض الأنشطة التطوعية باعتبارها تحديًا لسلطة الدولة (على سبيل المثال في 29 من يناير 2001 حين قام الرئيس بوش المجموعات التطوعية).[21]
يعود العمل التطوعي بالفائدة على الدولة ولكن التحديات المالية تغضب النقابة العمالية، والتي تمثل أولئك الذين دفعوا لقاء عملهم التطوعي، وقد يلاحظ هذا بشكلٍ خاصٍ في الإدارات، مثل إدارات مكافحة الحرائق من المتطوعين.
صعوبات تواجه المساعدات بين البلدان
يمكن أن تنشأ هذه الصعوبات عبر الحدود الوطنية، حيث يمكن أن يسبب وجود متطوعين يتم إرسالهم من دولةٍ إلى أخرى إلى أن يُنظر إليهم باعتبارهم خارقين للقانون وللسيادة العامة، وقد يدل ذلك على عدم احترامهم للحكومة الوطنية الأخرى. وبالتالي فإن الدوافع مهمةٌ عندما تتفاوض الدول العروض لإرسال المساعدات، وعندما يتم قبول هذه المقترحات، لاسيما أن المانحين قد يؤجلون المساعدة أو يوقفونها تماماً. وتشمل الشروط الثلاثة:
1.	المساءلة المالية، وتستهدف الشفافية في إدارة التمويل لضمان صحة مايقوم به المتطوعين.
2.	إصلاح السياسات، وتطلب الحكومة من الدول النامية اعتماد بعض السياسات الاجتماعية أو الاقتصادية أو البيئية، وفي كثيرٍ من الأحيان تطلب الخصوصية للخدمات المقدمة من الدولة، وهذا أكثر المواضيع جدلاً
3.	أهداف التنمية، طلب من الدول النامية التكيف مع أهدافٍ اقتصاديةٍ محددة زمنياً.
وتحدد بعض المنظمات التطوعية الدولية مهمتهم الأساسية باعتبارها إيثارًا لمحاربة الفقر وتحسين مستويات المعيشة في الدول النامية (على سبيل المثال: تبرعات الخدمات في الخارج لديها مايقارب من 2000 من المهنيين الخبيرين الذين يعملون كمتطوعين لنقل خبراتهم للسكان المحليين، بحيث تبقى مهارات المتطوعين لفترةٍ طويلةٍ بعد عودتهم إلى بلادهم). عندما تعمل هذه المنظمات في شراكةٍ مع الحكومات، يمكن أن تكون النتائج مثيرةً للإعجاب. ومع ذلك، عندما يدعم الأفراد ومنظماتٍ أخرى الحكومات من دول العالم الأول مجموعات المتطوعين، يمكن أن يكون هناك تساؤلاتٌ حول ما إذا كانت الدوافع الحقيقية للمنظمات أو الحكومات هي التخفيف من وطأة الفقر. بدلًا من ذلك، يتم التركيز على صنع الثروة لبعض السياسات الفقيرة أو النامية، والتي تهدف إلى الاستفادة من الدول المانحة في بعض الأحيان.[22] يعاني اقتصاد العديد من البلدان ذات الدخل المنخفض من التصنيع دون نموٍ ولا ازدهارٍ ولا استثمارٍ، وأحد الأسباب هو أن المساعدة الإنمائية توجه العديد من حكومات العالم الثالث لمتابعة سياسات التنمية التي كانت تُسرف والتي كانت غير منتجةً ولديها سوءٌ في التصرف، وكانت بعض هذه السياسات مدمرةً لدرجة أن الاقتصادات لم تكن من الممكن أن تستمر دون دعمٍ خارجيٍ. [23]
في الواقع، لقد شوهت بعض العروض من المساعدات العامة العمل التطوعي، العلاج المحلي التطوعي والتبرعات العينية، أي الظروف الحالية تتطلب تعديلًا في سلوك السكان المحليين من أجل دفعهم لكسب الحق للجمعيات الخيرية المانحة. وهذا يمكن أن يُنظر إليه على رعايته، والهجومية إلى المستلمين لأن المساعدات تخدم أهداف السياسة من المانحين بدلًا من احتياجات المستفيدين.

## الموارد الأخلاقية ورأس المال والمجتمع المدني
استنادًا إلى دراسة حالةٍ في الصين، كشف شو ونجاي (2011) أن تطوير العمل التطوعي يمكن أن يكون الجيب بين مختلف المنظمات، وربما تكون قادرةً على العمل تجاه تنمية المجتمع المدني في البلدان النامية. طور الباحثون نهج «الأخلاقية الموارد ورأس المال السياسي» لدراسة مساهمات العمل التطوعي في تعزيز المجتمع المدني. الموارد الأخلاقية تعني يمكن اختيار الأخلاق المتاحة من قبل المنظمات غير الحكومية. رأس المال السياسي يعني رأس المال الذي يمكن أن يحسّن أو يعزّز حالة المنظمات غير الحكومية وحيازية النظام السياسي القائم.[24]

## أهمية التطوع بالنسبة للمتطوع نفسه
- تعزيز الثقة بالنفس.
- الحصول على مكانةً في المجتمع.
- زيادة الخبرات لدى المتطوع.
- تحقيق أهدافٍ خاصةٍ متمثلةٍ في الاشتراك في مشروعاتٍ تطوعيةٍ محببةٍ إليه.
- استثمار أوقات فراغه في أعمال اجتماعية تحقق له الاشباعات المعنوية المختلفة.
- الحصول على الأجر من الله سبحانه وتعالى.

## أهمية التطوع بالنسبة للمجتمع
- تخفيف العبئ عن الجهود الحكومية حيث يوفر الجهد التطوعي موارد كثيرة إذا ما قام به موظفون متخصصون.
- التعبير الحقيقي عن احتياجات المجتمع.
- تحقيق التعاون بين أفراد المجتمع حيث يدرك كل شخصٍ أنه شريكٌ في تحقيق أهداف المجتمع.
- الحد من السلوك المنحرف وخاصةً لدى الشباب الذين لا يوجد لديهم عملٌ.

## دوافـع التطوع عند الإنسان
- الوازع الديني: فكثير من الأديان تحث على التطوع ومساعدة الناس.
- الإيثار:- فالمتطوع شخصٌ عنده حب الإيثار ويحب مساعدة الناس.
- تحسين مستوى المعيشة: فالمتطوع يريد تحسين مستوى معيشة المجتمع.
- التعلم وأكتساب خبراتٍ ومهاراتٍ جديدة.
- شغل وقت الفراغ.
- أسباب اجتماعية: ففي العمل التطوعي يتعرف الفرد على الكثير من الناس.

## التطوع في الإسلام
يحث الإسلام على التطوع ويجازي من يفعل الخير مهما قلّ ثوابًا عظيمًا، فيقول الله في القرآن (وما تقدموا لأنفسكم من خيرٍ تجدوه عند الله هو خيرًا وأعظم أجرًا) وأيضًا: (فمن يعمل مثقال ذرةٍ خيرًا يره). وهناك الكثير من الأحاديث التي تحث على التطوع ومساعدة الناس، ومنها أن رجلًا جاء إلى الرسول محمد صلى الله عليه وآله وسلم فقال: يا رسول الله، أي الناس أحب إلى الله؟ وأي الأعمال أحب إلى الله؟ فقال:(أحب الناس إلى الله أنفعهم للناس، وأحب الأعمال إلى الله عزوجل، سرورٌ يدخله على مسلمٍ، أو يكشف عنه كربةً، أو يقضي عنه دينًا، أو يطرد عنه جوعًا، ولأن أمشي مع أخٍ لي في حاجةٍ أحبُّ إليّ من اعتكف في هذا المسجد (أي مسجد المدينة) شهرًا، ومن كف غضبه ستر الله عورته، ومن كظم غيظه ولو شاء أن يمضيه أمضاه ملأ الله قلبه رجاء يوم القيامة، ومن مشى مع أخيه في حاجةٍ حتى تتهيأ له أثبت الله قدمه يوم تزل الأقدام، وإن سوء الخلق يفسد العمل.. كما يفسد الخل العسل).

## اُنظر أيضاً
- يوم التطوع العالمي
- حركة نشيد الثقافية
- قرى الأطفال إس أو إس
- قائمة أكبر المتبرعين في التاريخ

## وصلات خارجية
- فرص العمل التطوعي في أوروبا للشباب العربي
- موقع إحسان للعمل التطوعي - أكبر موقع تطوعي في العالم العربي
- بوابة التطوع السعودي
- نخوة | شارك - أول موقع أردني للتطوع
- Volunteering على مشروع الدليل المفتوح
- عالم التطوع العربي
- مركز العمل التطوعي - دولة الكويت
- إذاعة أويامال الشبابية التطوعية

[برنامج تكاتف للعمل التطوعي - من مؤسسة الإمارات لدعم الشباب- دولة الإمارات العربية المتحدة]